# Soul Pirate
Soul Pirate è il secondo album da solista dell'artista reggae italiano Alborosie, ex leader dei Reggae National Tickets. L'album è il risultato di sette anni trascorsi in Giamaica, e le collaborazioni sono con artisti della scena giamaicana. L'album contiene diversi singoli registrati e pubblicati dall'artista anni prima, come Herbalist del 2006 o Rastafari Anthem del 2007 ed è aperto dall'intro di uno dei più affermati deejay reggae del mondo: David Rodigan.
La traccia Kingston Town campiona When I Love Dub di Scientist inclusa nell'album Dub In The Roots Tradition del 1976.

## Tracce
1. Intro (feat. David Rodigan) - 0:12
2. Diversity - 4:09
3. Precious (feat. Ranking Joe) - 3:49
4. Kingston Town - 3:12
5. Rastafari Anthem - 3:26
6. Still Blazing - 3:50
7. Herbalist - 3:11
8. Dutty Road - 3:10
9. Police - 3:37
10. Moonshine - 3:59
11. Bad Mind - 3:38
12. Callin (feat. Mykal Rose) - 3:59
13. Black Woman - 3:13
14. Sound Killa - 3:38
15. Work - 3:56
16. Patricia - 4:38
17. Waan The Herb (feat. Mykal Rose) - 3:41
18. Natural Mystic (feat. Ky-Mani Marley) - 4:47